# Hibernia

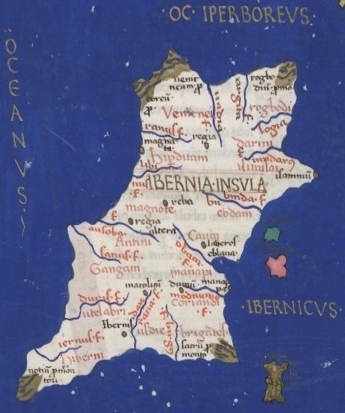
Mappa dell'Irlanda secondo la descrizione di Claudio Tolomeo

Hibernia è l'antico nome latino attribuito dai Romani all'Irlanda.

## Storia
Il nome Hibernia viene da fonti geografiche greche. Durante le sue esplorazioni nell'Europa settentrionale (c. 320 a.C.) Pitea, un geografo proveniente da Massalia, chiamò l'isola Iérnē (Ἰέρνη). Nella sua Geographia (c. 150 d.C.), Claudio Tolomeo chiamò l'isola Iouerníā (Ἰουερνία). Tacito, nel suo testo Agricola (c. 98 d.C.), usò il nome di Hibernia, terra degli Iberni. I Romani usarono anche il termine Scotia, "terra degli Scoti", come nome geografico dell'Irlanda in generale, sia anche per indicare la parte dell'isola abitata da queste popolazioni.
Ιουέρνια Iouerníā è l'alterazione greca del nome in celtico-Q *Īweriū, da cui probabilmente derivano i nomi irlandese Ériu e Éire. Si ritiene che il significato originale del termine sia "terra abbondante" e che i Romani della Britannia al tempo del governatore Agricola avessero instaurato con le popolazioni isolane dei rapporti commerciali. A testimoniarlo ci sarebbero dei manufatti di tipo romano-mediterraneo.